# Pittosporum merrillianum
Pittosporum merrillianum là một loài thực vật có hoa trong họ Pittosporaceae. Loài này được Gowda miêu tả khoa học đầu tiên năm 1951.